# Beginner
I Beginner (fino al 2003 conosciuti come Absolute Beginner) sono una band hip hop provenienti dal distretto di Hamburg-Nord, formato da Jan Philipp Eissfeldt (alias Jan Delay), Dennis Lisk (alias Denyo) e Guido Weiss (alias DJ Mad).

## Storia della band

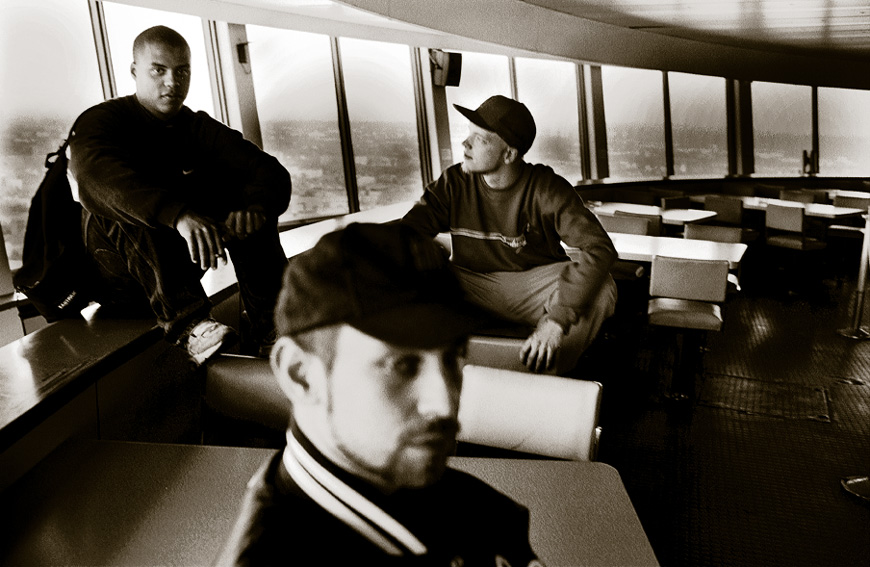
"Absolute Beginner" (1998) nella torre di Amburgo

Dal momento della loro fondazione negli anni 90, la band era composta da altri 4 componenti (DJ Burn, Nabil Sheikh, Mirko e Platin Martin), produttori rap in lingua inglese, conosciuti con il nome di Absolute Beginners. Più tardi passarono al tedesco, adattando linguisticamente anche il nome della band e chiamandosi da quel momento in poi Absolute Beginner. Nel 1994 presentarono con l’EP Gotting il primo supporto audio con testi di critica sociale. Nel loro album di debutto Flashnizm erano solamente in 4 (Eizi Eiz, Denyo, DJ Mad e Mardin). Mardin lasciò la band quando gli Absoluten Beginner firmarono un contratto con la Major-Label Universal/Motor. Il successo commerciale avvenne nel 1998 con l’album Bambule. I loro primi singoli furono Rock On, Liebes Lied, Hammerhart e Fuechse. Bambule vendette oltre 250000 copie vincendo il disco d’oro nel 2000. Dal 2003 si firmarono solamente come Beginner, e nello stesso anno uscì l’album Blast Action Heroes.
All’inizio del dicembre del 2004 è uscito il DVD Die derbste Band der Welt, dove sono racchiusi video musical e un documentario sui Beginner e anche le registrazioni live dei concerti. Nello stesso anno è uscito con The Early Years 1992-1994 (Wir waren jung und brauchten kein Geld) un album con le prime registrazioni comprese nell'EP Gotting. Matthias Arfmann, oltre ad essere il produttore, è anche un elemento portante dei Beginner. Non è un componente del gruppo, ma tra le altre cose è stato nominato nel ritornello di Hammerhart.
Il 10 settembre 2011 i Beginner hanno fatto il loro ritorno live durante il festival di Berlino. Il ritorno non ufficiale dopo oltre sette anni dal ritiro dal palco è avvenuto invece durante la serie di concerti Catch a fire ad Ulma. Tuttavia, poiché si era reso noto il fatto che il concerto dei Beginner avrebbe dovuto svolgersi durante il Berlin Festival del 2011, ad Ulma sono stati annunciati come “Eizi Eiz, Denyo e DJ Mad”.
Nel maggio del 2016 Eissfeldt ha reso noto su Twitter che ad agosto dello stesso anno sarebbe uscito un nuovo album con il nome di Advanced Chemistry, omonimo della band hip hop di Heidelberg "Advanced Chemistry". Il 3 giugno hanno pubblicato il video del loro primo singolo del nuovo album Ahnma, mentre il 12 agosto è uscito il secondo video "Es war einmal…" mentre l’intero album è stato pubblicato il 26 agosto.

Il tour 2016/2017 è stato aperto dal leader della band Advanced Chemistry, Torch. 

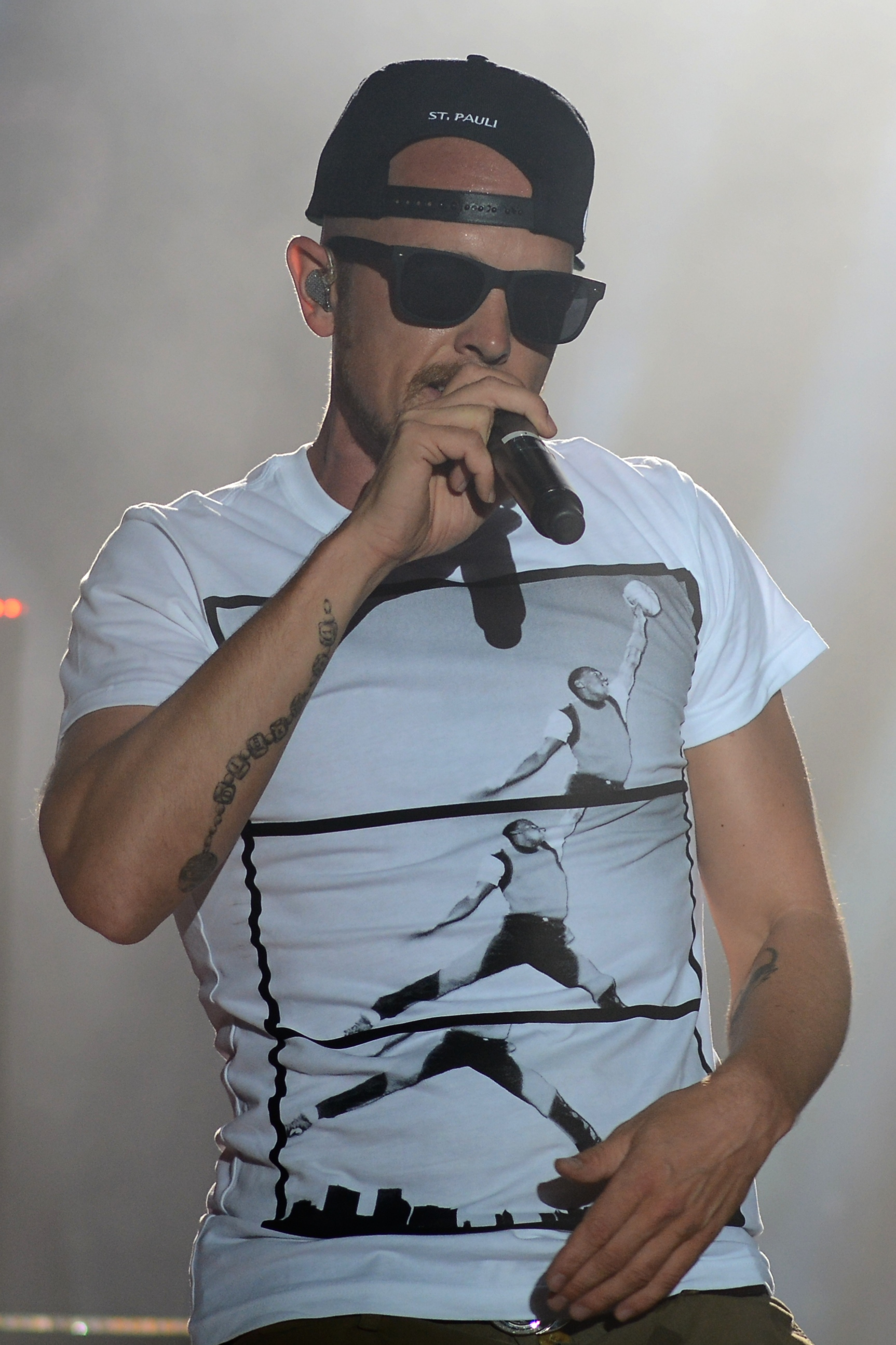
Jan Delay
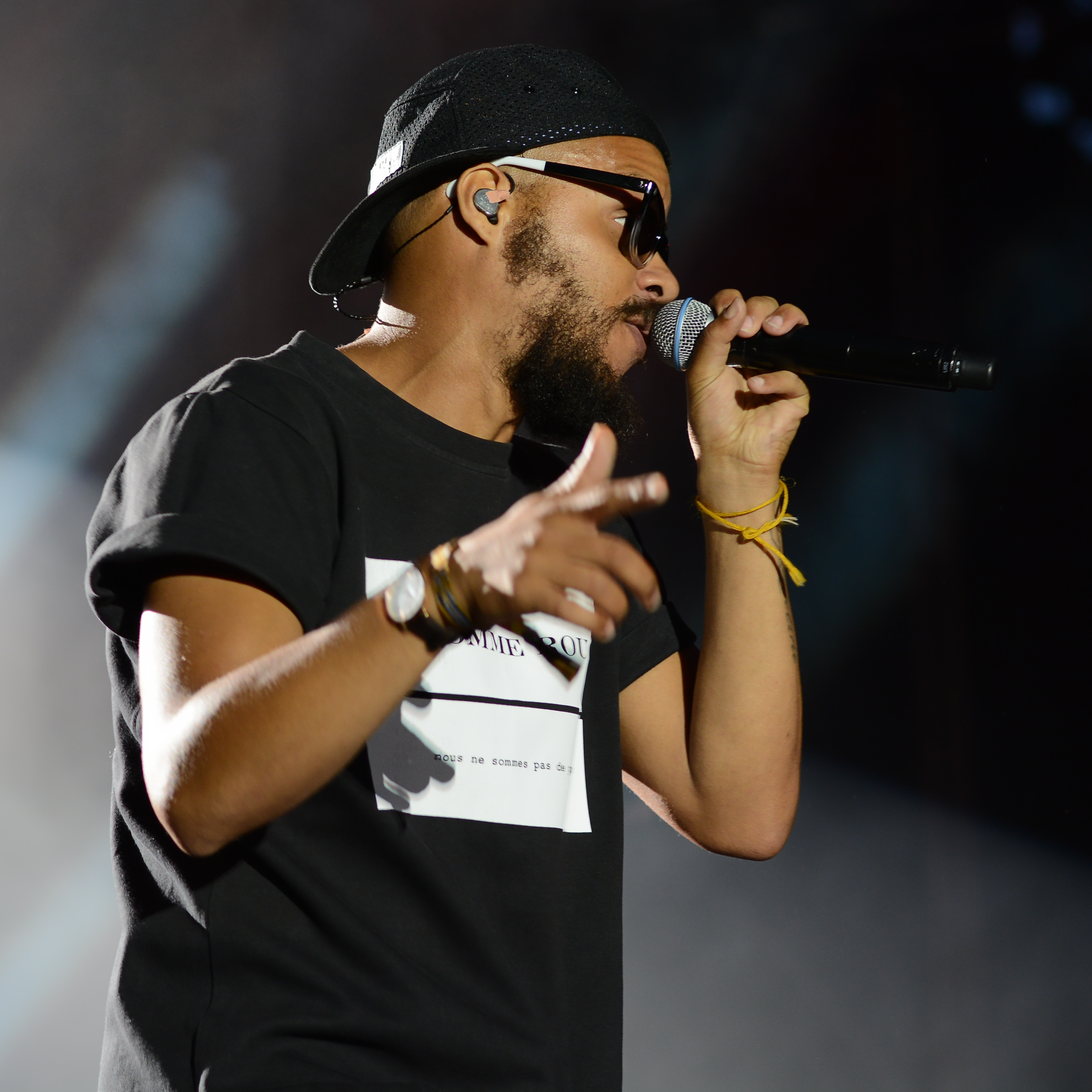
Denyo
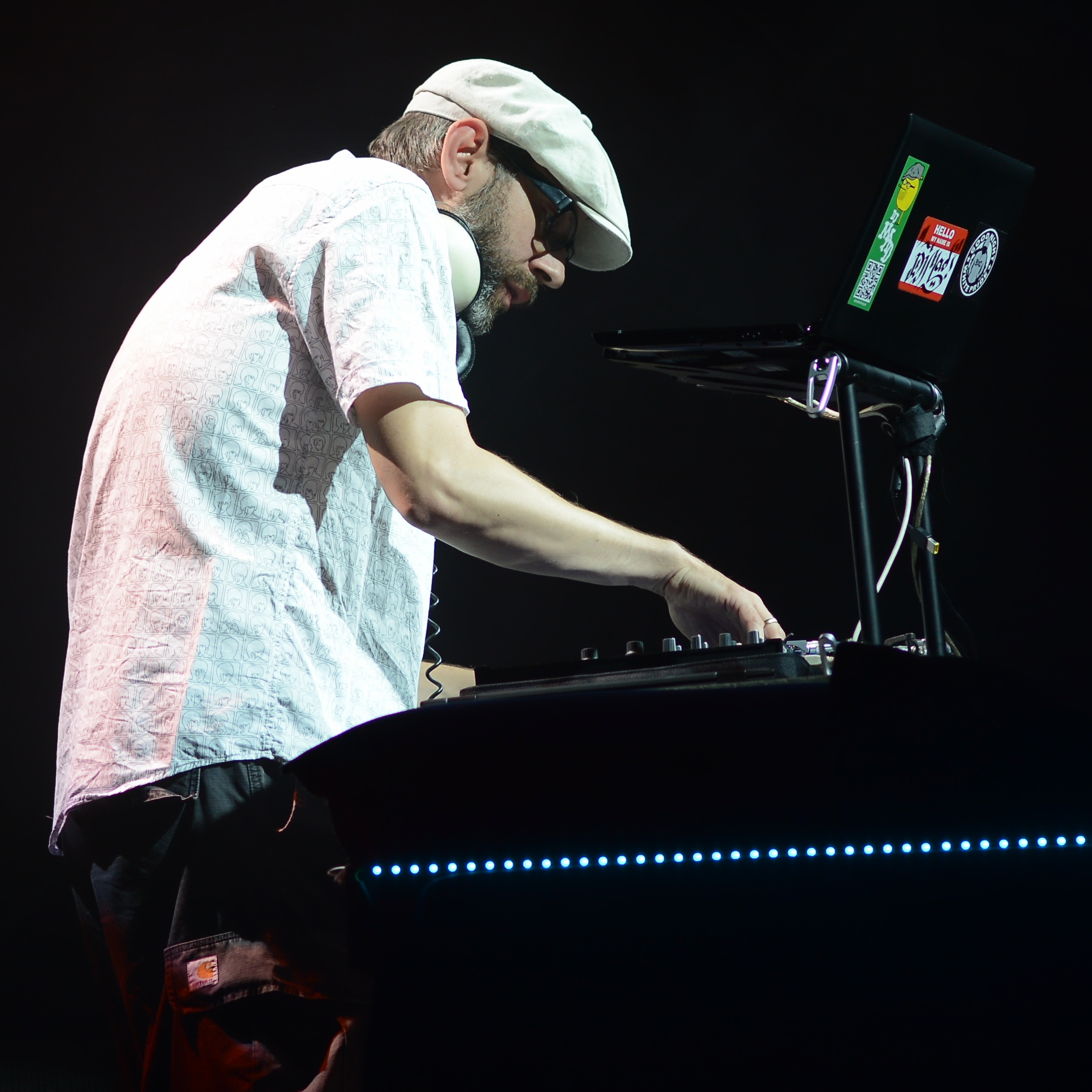
DJ Mad

## Discografia
Album in studio
- 1996 – Flashnizm
- 1998 – Bambule
- 2003 – Blast Action Heroes
- 2016 – Advanced Chemistry

## Riconoscimenti
- ECHO Pop
  - 2017: nella categoria Hip-Hop/Urban National
  - 2017: nella categoria Premio della critica
- Hiphop.de Awards
  - 2016: Lebenswerk National[1]
- HANS - Der Hamburger Musikpreis
  - 2016: nella categoria Album des Jahres per Advanced Chemistry
  - 2016: nella categoria Song des Jahres per Ahnma
  - 2016: nella categoria Bestes Imaging per Es war einmal
- Preis für Popkultur
  - 2016: nella categoria Lieblingsvideo per Ahnma
  - 2017: nella categoria Lieblingsalbum per Advanced Chemistry